# Aaron-Abior
Pour les articles homonymes, voir Aaron.
Aaron Abior est un rabbin, né à Thessalonique au XVIe siècle. Il a écrit en hébreu un commentaire sur le Livre d'Esther, sous le titre de Huile ou Essence de myrrhe (Hadassa en hébreu - véritable nom d'Esther), extraite des Commentaires des rabbins, etc. imprimé à Thessalonique en 1601.

## Sources
- « Aaron-Abior », Charles Weiss, Biographie universelle, ou Dictionnaire historique contenant la nécrologie des hommes célèbres de tous les pays, 1841 [détail des éditions].
- Jean-Chrétien-Ferdinand Hoefer, Nouvelle Biographie générale (1852), t. 1, Paris, Firmin-Didot, 1852 (lire sur Wikisource), p. 5, « AARON-ABIOB OU AVIOB »